# Dan Smith (zpěvák)
Daniel Campbell Smith, zkráceně Dan Smith (* 14. července 1986 Londýn, Spojené království), je britský zpěvák, textař a hráč na klavír, zakladatel hudební skupiny Bastille.

## Život
Smith se narodil 14. července 1986 v Londýně. Nastoupil na Leedskou univerzitu v Leedsu, kde studoval angličtinu a literaturu, a ve svých 15 letech si začal sám pro sebe psát písničky na piáno, které měl v pokoji. Brzy jeho texty objevil kamarád, který ho zapsal na místní pěveckou soutěž, kde byla jako hlavní výhra možnost nahrát studiovou skladbu a vystoupit na koncertě. Soutěž sice vyhrál, ale nepodařilo se mu dostatečně prorazit, proto se vrátil zpět k psaní písniček, tentokrát však ve spojení se svým spolužákem a blízkým přítelem Ralphem Pelleymounterem ze skupiny To Kill a King.
Po dokončení studií odjel Smith zpět do Londýna, kde se setkal s Chrisem Woodem, s nímž v roce 2010 založil kapelu Bastille.